# Саломатин, Михаил Иванович
Михаи́л Ива́нович Салома́тин (3 октября 1920 года — 3 января 1990 года) — военный лётчик, командир звена 683-го Полоцкого штурмового авиационного полка (335-я Витебская штурмовая авиационная дивизия, 3-й воздушная армия, Ленинградский фронт), лейтенант, Герой Советского Союза.

## Ранние годы
Родился 3 октября 1920 года в селе Пирогово, ныне Серпуховского района Московской области, в крестьянской семье. Через 2 года, в 1922 году, переехал с матерью в Москву. Окончил 6 классов средней школы. В 1936 году окончил школу ФЗУ треста Мосэнергомонтаж и Московскую городскую школу планеристов. Работал электромонтёром в тресте Мосэлектромонтаж (декабрь 1936 — июнь 1937), на мельзаводе № 2 «Новая Победа» (июль 1937 — август 1938), на заводе имени Владимира Ильича (август 1938 — август 1939) и на станкозаводе имени Серго Орджоникидзе (февраль 1939 — март 1940). Также закончил аэроклуб в Ленинском районе города Москвы и 7 класс школы для взрослых № 4.
С 1940 года призван на военную службу в Красную Армию.

## В годы Великой Отечественной войны
В в 1941 году — курсант Гостомельской и Энгельсской военных авиационных школ пилотов. В декабре 1942 года окончил  Краснодарское военное авиационное училище. Затем был отправлен на переподготовку на курсы штурмовиков ВВС (станция Вазиани) для освоения новых типов самолётов (в том числе новые модификации Ил-2).
Участник Великой Отечественной войны с июня 1944 года.
Первый боевой вылет совершил 24 июня 1944 года. В составе 683-го ШАП (335-й ШАД 3-й воздушной армии 1-го Прибалтийского фронта) принимал участие в операции «Багратион». Освобождал Белоруссию, Прибалтику, участвовал в разгроме кёнигсбергской группировки противника.
К маю 1945 года лейтенант Саломатин М. И. совершил более 100 боевых вылетов, лично уничтожил или повредил 12 танков и САУ, 110 автомашин, более 60 военных повозок и цистерн с горючим, уничтожил одну переправу противника и шесть складов с боеприпасами. Уничтожено до тысячи солдат и офицеров противника.
Указом Президиума Верховного Совета СССР от 29 июня 1945 года за образцовое выполнение боевых заданий командования на фронте борьбы с немецко-фашистскими захватчиками и проявленные при этом мужество и героизм лейтенанту Саломатину Михаилу Ивановичу присвоено звание Героя Советского Союза (медаль «Золотая Звезда» № 7923).

## Мирное время
С 1946 года лейтенант Соломатин М. И. — в запасе. Работал лётчиком Гражданского воздушного флота. В 1951 году вновь призван в Советскую Армию. По неподтверждённым данным, принимал участие в Корейской войне. С 1958 года капитан Саломатин М. И. — в запасе. До конца дней своих жил в Москве и работал в институте металлургии.
Умер 3 января 1990 года. Похоронен на Троекуровском кладбище.

## Награды
- Медаль «Золотая Звезда»;
- орден Ленина (29.06.1945);
- два ордена Красного Знамени;
- три ордена Отечественной войны I степени;
- медали, в том числе:
  - медаль «За победу над Германией в Великой Отечественной войне 1941—1945 гг.»;
  - юбилейная медаль «Двадцать лет победы в Великой Отечественной войне 1941—1945 гг.»;
  - юбилейная медаль «Тридцать лет Победы в Великой Отечественной войне 1941—1945 гг.»;
  - юбилейная медаль «Сорок лет Победы в Великой Отечественной войне 1941—1945 гг.».